# Župnija Sevnica
Župnija Sevnica je rimskokatoliška teritorialna župnija Dekanije Videm ob Savi Škofije Celje.
Do 7. aprila 2006, ko je bila ustanovljena Škofija Celje, je bila župnija del Savskega naddekanata Škofije Maribor.
Župnijo vodijo salezijanci.

## Sakralni objekti
| #   | Slika                     | Cerkev                        | Kraj           |
| --- | ------------------------- | ----------------------------- | -------------- |
| 1.  | Klikni za spremembo slike | Cerkev sv. Nikolaja           | Sevnica        |
| 2.  | Klikni za spremembo slike | Cerkev sv. Ane                | Sevnica        |
| 3.  | Klikni za spremembo slike | Cerkev sv. Benedikta          | Žigrski Vrh    |
| 4.  | Klikni za spremembo slike | Cerkev sv. Florijana          | Sevnica        |
| 5.  | Klikni za spremembo slike | Cerkev sv. Janeza Krstnika    | Dolnje Brezovo |
| 6.  | Klikni za spremembo slike | Cerkev sv. Lovrenca           | Metni Vrh      |
| 7.  | Klikni za spremembo slike | Cerkev Marijinega vnebovzetja | Čanje          |
| 8.  | Klikni za spremembo slike | Cerkev Marijinega vnebovzetja | Sevnica        |
| 9.  | Klikni za spremembo slike | Cerkev sv. Marjete            | Pečje          |
| 10. | Klikni za spremembo slike | Cerkev sv. Martina            | Drožanje       |
| 11. | Klikni za spremembo slike | Cerkev sv. Neže               | Čanje          |
| 12. | Klikni za spremembo slike | Cerkev sv. Roka               | Drožanje       |
| 13. | Klikni za spremembo slike | Cerkev sv. Štefana            | Vranje         |
| 14. | Klikni za spremembo slike | Cerkev sv. Ulrika             | Gornje Brezovo |
| 15. | Klikni za spremembo slike | Kapela Božjega groba          | Sevnica        |